# Бент (округ, Колорадо)
Шаблон:StateAbbr_ 37°57′ пн. ш. 103°05′ зх. д. / 37.95° пн. ш. 103.08° зх. д.
Округ Бент (англ. Bent County) — округ (графство) у штаті Колорадо, США. Ідентифікатор округу 08011.

## Історія
Округ утворений 1874 року.

## Демографія
За даними перепису 
2000 року 
загальне населення округу становило 5998 осіб, зокрема міського населення було 3458, а сільського — 2540.
Серед мешканців округу чоловіків було 3379, а жінок — 2619. В окрузі було 2003 домогосподарства, 1388 родин, які мешкали в 2366 будинках.
Середній розмір родини становив 3,07.
Віковий розподіл населення поданий у таблиці:
| Стать    | До 15 років | 15-21 | 22-29 | 30-39 | 40-49 | 50-65 | 65-85 | Понад 85 |
| -------- | ----------- | ----- | ----- | ----- | ----- | ----- | ----- | -------- |
| Чоловіки | 576         | 333   | 438   | 547   | 508   | 487   | 445   | 45       |
| Жінки    | 566         | 266   | 206   | 337   | 372   | 408   | 396   | 68       |

## Суміжні округи
- Кайова — північ
- Проверс — схід
- Бака — південний схід
- Лас-Анімас — південний захід
- Отеро — захід

## Виноски
1. ↑  U.S. Decennial Census. United States Census Bureau. Архів оригіналу за 26 квітня 2015. Процитовано 7 червня 2014.
2. ↑  Historical Census Browser. University of Virginia Library. Архів оригіналу за 11 серпня 2012. Процитовано 7 червня 2014.
3. ↑  Population of Counties by Decennial Census: 1900 to 1990. United States Census Bureau. Архів оригіналу за 31 липня 2014. Процитовано 7 червня 2014.
4. ↑  Census 2000 PHC-T-4. Ranking Tables for Counties: 1990 and 2000 (PDF). United States Census Bureau. Архів оригіналу (PDF) за 18 грудня 2014. Процитовано 7 червня 2014.
5. ↑  State & County QuickFacts. United States Census Bureau. Архів оригіналу за 7 липня 2011. Процитовано 7 червня 2014. [Архівовано 2011-06-06 у Wayback Machine.](англ.) Наведено за англійською вікіпедією.
6. ↑  American FactFinder. Бюро перепису населення США. Архів оригіналу за 26 лютого 2012. Процитовано 31 січня 2008. [Архівовано 2008-05-21 у Wayback Machine.]

| США | Це незавершена стаття з географії США. Ви можете допомогти проєкту, виправивши або дописавши її. |